# Olav Duun

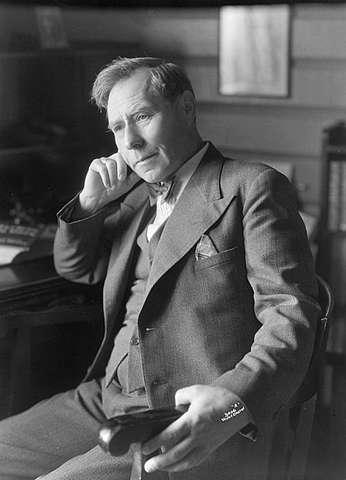
Olav Duun, 1936

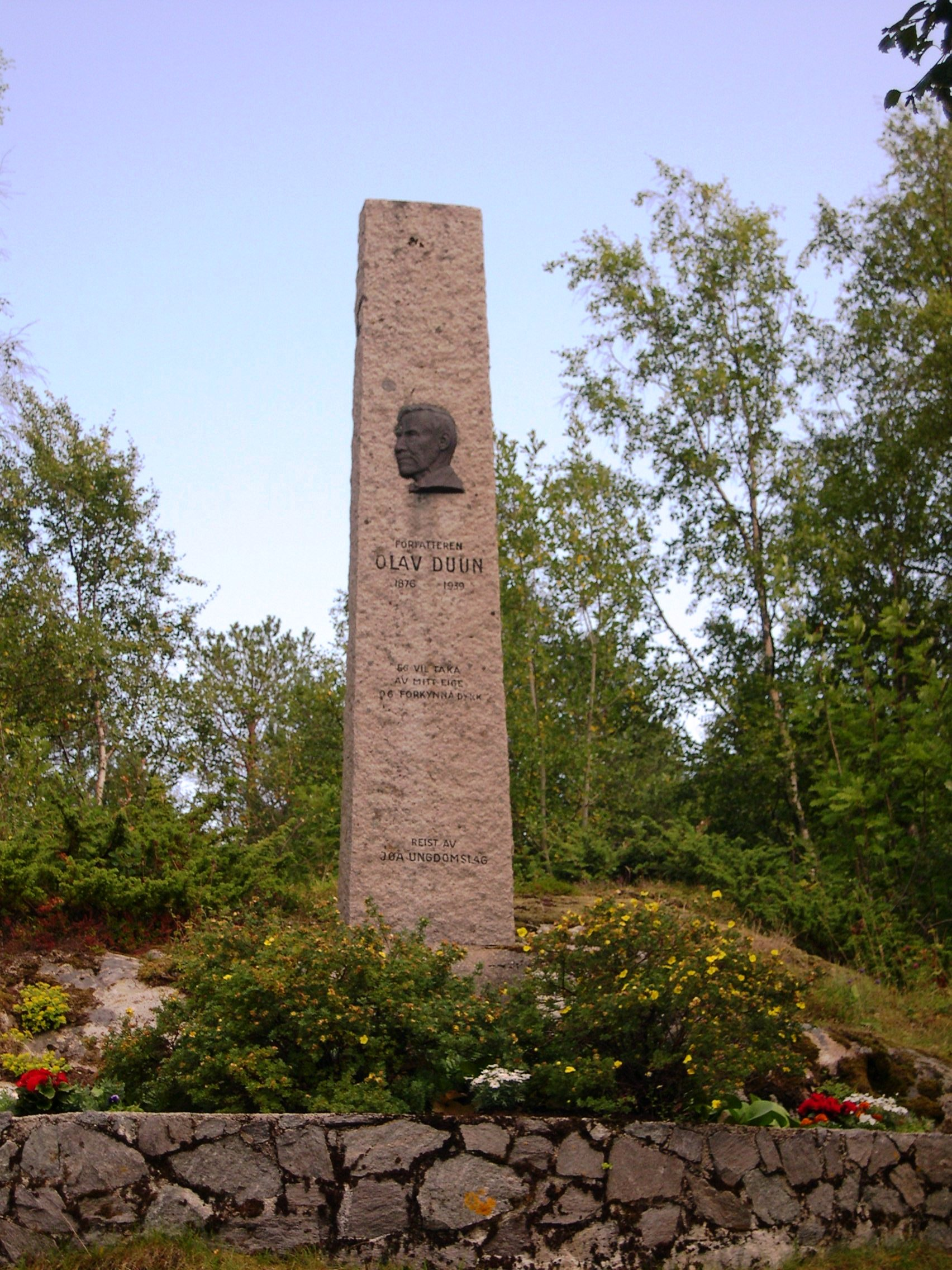
Olav Duun Gedenkstein in Jøa, Kommune Fosnes

Olav Duun (* 21. November 1876 in Fosnes; † 13. September 1939 in Holmestrand) war ein norwegischer Schriftsteller, der vor allem als Erzähler in Erscheinung trat. Er schilderte vordringlich den Kampf des bäuerlichen Menschen gegen innere Versuchungen und Naturgewalten. Als sein Hauptwerk gilt zumeist der sechsbändige Romanzyklus Die Juwikinger, erschienen 1918–23, der unter anderem auf Englisch und Deutsch vorliegt. Duun schrieb vor allem in Nynorsk (früher Landsmål), gefärbt durch den Dialekt seiner Heimat Namdalen.

## Leben und Werk
Der Sohn aus einer Bauern- und Fischerfamilie trat zunächst in deren Fußstapfen, bis er sich mit 25 zum Lehrer ausbilden ließ. Während des Lehrerseminars wurde er vom Schriftsteller Vetle Vislie gefördert, mit dem er Freundschaft schloss. Sein Prosa-Debüt gab Duun 1907. Den Lehrerberuf übte er bis 1927 aus, zuletzt in Holmestrand. Mit 50 quittierte er den Dienst, um sich ganz der Schriftstellerei widmen zu können. Er blieb mit seiner Frau Emma (Heirat 1908, † 1970) in Holmestrand, wo sie im Ortsteil Rambergfjelle ein Haus bewohnten, das heute als Gedenkstätte dient. Duun erlag 1939 einem Schlaganfall.
Bei „unsentimentalem Naturgefühl“ schloss Duuns Stil, „knapp, klar und dem der Sagas ähnlich“, gleichermaßen derben Humor und feine Ironie ein. Sein Verhältnis zum Erhabenen war eher heidnisch.
Der schon zu Lebzeiten in Norwegen angesehene Erzähler hielt sich auch mehrmals in Deutschland auf, dem er besonders nahestand. Seine ins Deutsche übersetzten Bücher hatten viele Leser. Einerseits erschienen diese Übersetzungen zum guten Teil im „jüdischen“ Berliner Verlag Bruno Cassirer, der nach 1933 emigrieren musste; andererseits kamen mehrere Werke Duuns, darunter die Juwikinger noch 1942, unter dem Hitlerregime heraus.
Duuns großer Romanzyklus behandelt die Geschichte eines Trönder-Geschlechts etwa von 1800 bis 1920. Die mit „bohrender Psychologie“ gezeichneten Protagonisten liegen im Kampf mit inneren wie äußeren Mächten, ringen um Güte, Menschlichkeit, Würde. Die Klage, es wüchsen immer seltener „Häuptlinge“ nach, meint keine hartherzigen, verstiegenen Herrscher, wie zuletzt Odins Opfer an Lauris verdeutlicht: „Während einer Überfahrt kentert das Boot, und obwohl er der Stärkere ist, ermöglicht er seinem Erzfeind, sich zu retten, und wählt selbst den Tod.“

## Auszeichnungen
- 1934 Gyldendals legat
- 1936 Henrik-Steffens-Preis

Duun wurde wiederholt für den Literaturnobelpreis nominiert, ging aber stets leer aus. 1926 zog er mit einer Stimme den Kürzeren gegen George Bernard Shaw.

## Werke
- Løglege skruvar og anna folk, 1907
- Marjane, Erzählungen, 1908
- På tvert (In der Quere), 1909
- Nøkksjølia, 1910
- Gamal jord, 1911
- Hilderøya, 1912
- Sigyn, Sommareventyr, 1913
- Tre venner (Drei Freunde), 1914
- Harald, Roman, 1915
- Det gode samvite (Das gute Gewissen), Roman, 1916
- På Lyngsøya, Erzählungen, 1917
- Juvikfolket (Die Juwikinger), sechsbändige Romanserie, 1918–23[7]
  - Juvikingar (Juwika), 1918
  - I blinda (Mit Blindheit geschlagen), 1919
  - Storbybryllope (Die Großhochzeit), 1920
  - I eventyret (Das Abenteuerland), 1921
  - I ungdommen (In der Jugend), 1922
  - I stormen (Im Sturm), 1923
- Blind-Anders, 1924
- Straumen og evja, 1925
- Olsøy-gutane (Die Olsöy-Burschen), Roman, 1927, erste deutsche Ausgabe Hamburg 1930, Die Brüder auf Olsöya, ins Deutsche übertragen von Julius Sandmeier und Sophie Angermann, München ; Wien ; Basel : Desch, 1962
- Carolus Magnus, Roman, 1928
- Medmenneske (Mitmensch), Roman, 1929, 1. Teil einer Trilogie
- Vegar og villstig, Roman, 1930
- Ragnhild, Roman, 1931, 2. Teil der Trilogie
- Ettermæle (Der Gang durch die Nacht), Roman, 1932, erste deutsche Ausgabe Berlin 1936
- Siste leveåre (Das letzte Jahr), Roman, 1933, 3. Teil der Trilogie[8]
- Gud smiler (Gott lächelt), Roman, 1935, erste deutsche Ausgabe Hamburg 1939
- Samtid, 1936
- Menneske og maktene (Der Mensch und die Mächte), Roman, 1938, erste deutsche Ausgabe Hamburg 1941